# Ruvettus pretiosus
O Ruvettus pretiosus é uma espécie de peixe pertencente à família Gempylidae, a autoridade científica da espécie é Cocco, tendo sido descrita no ano de 1833.

## Portugal
Encontra-se presente em Portugal, onde é uma espécie nativa.
Os seus nomes comuns são escolar, peixe-chocolate, peixe-escolar, Peixe-prego ou anchova negra

## Descrição
Trata-se de uma espécie marinha. Atinge os 300 cm de comprimento total nos indivíduos do sexo masculino.  
O peixe-prego, como ele é mais conhecido, causa diarreia severa quando sua carne é consumida além de certa quantidade sendo por isto proibida a sua comercialização em vários países do mundo.